# Pattern (Aldenhoven)

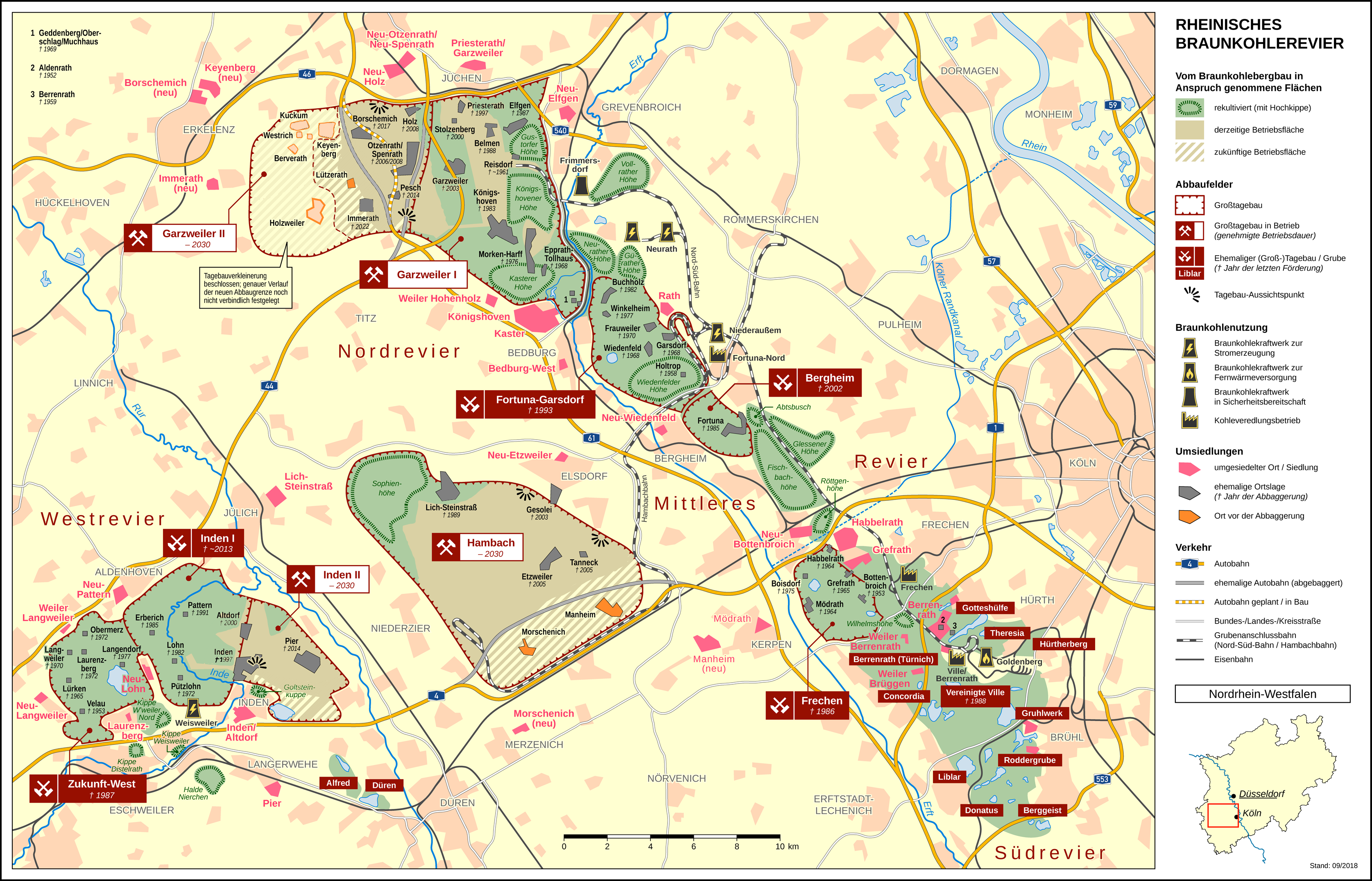
Lage des ehemaligen Ortes Pattern sowie von Neu-Pattern im Rheinischen Braunkohlerevier

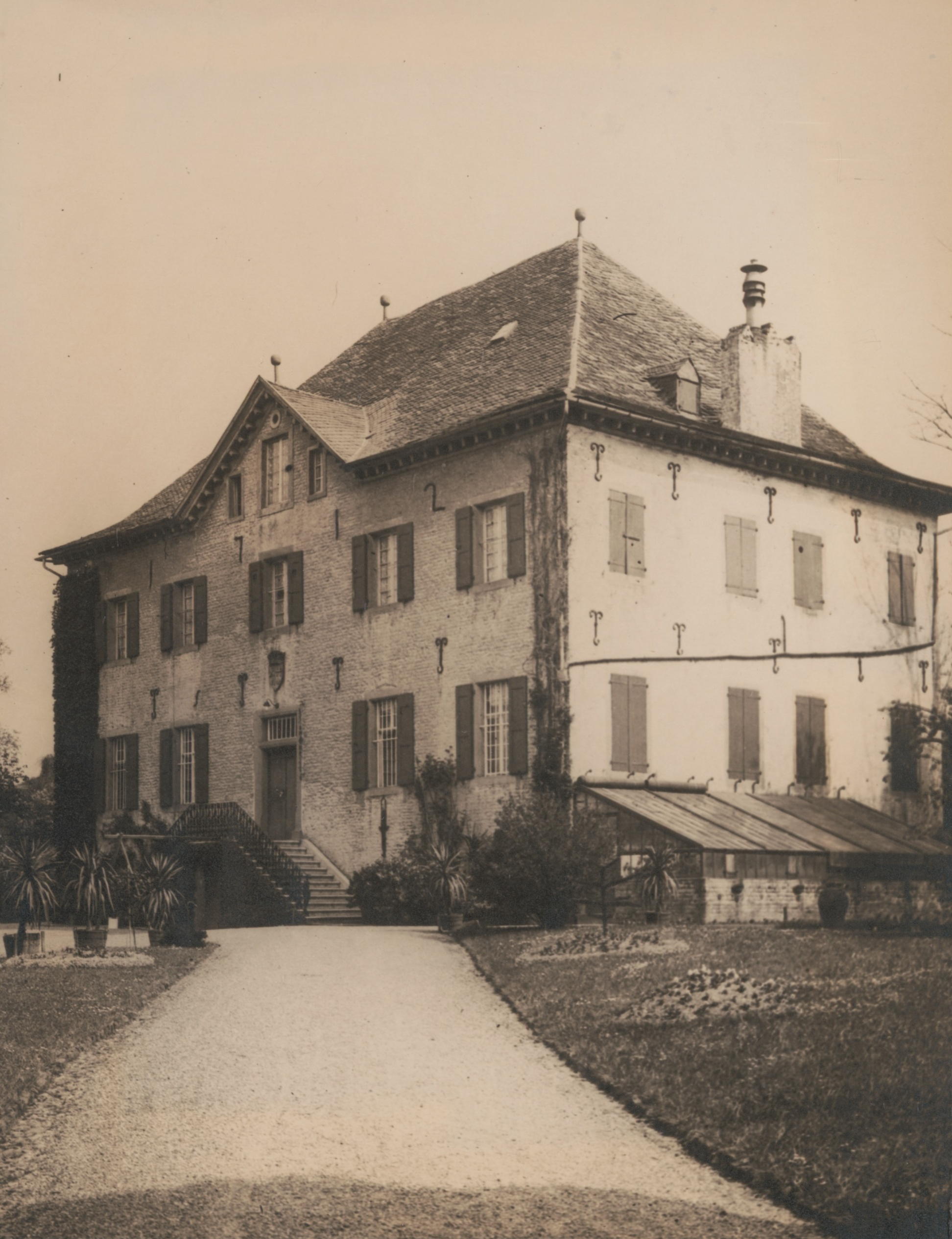
Haus Bock, südöstlich des Ortes gelegen; im 12. Jhd. für die Herren von Pattern errichtet, Neubau von 1712, abgerissen 1989 (Fotografie Erwin Quedenfeldt, zwischen 1903 und 1915)

Pattern (als Gemeinde Pattern bei Aldenhoven zur Unterscheidung von Pattern bei Jülich) war eine wegen Braunkohletagebaus abgegangene Ortschaft bei Aldenhoven im Kreis Düren und lag an der Kreuzung der B 56 (Düren – Merken – Pier – Alt-Inden – Pattern – Aldenhoven – Puffendorf) und der L 238 (Eschweiler – Dürwiß – Fronhoven – Pattern – Bourheim – Jülich). An der am westlichen Ortsausgang gelegenen Kreuzung lag das „Patterner Häuschen“ (ein über die lokalen Grenzen hinaus bekanntes Restaurant) und auf der B 56 Richtung Aldenhoven die „Patterner Mühle“. Diese direkte Verbindung zwischen Aldenhoven und Pattern war die durch den Tagebau abgeschnittene, aber heute noch bestehende „Markfestestraße“.

## Geschichte
Pattern soll aus dem römischen Gutshof Paternius entstanden sein und wurde urkundlich erstmals 893 erwähnt. 1166 wird ein Simon von Pattern mit seinen Söhnen als Besitzer eines Guts bei Euskirchen vom Erzbischof von Köln erwähnt. Dieses vermutlich frühzeitig ausgestorbene Rittergeschlecht hatte im Spätmittelalter seinen Sitz in Pattern. 1376 wird Hermann von Lievendahl mit dem Beinamen „von Pattern“ genannt, und zu Beginn des 16. Jahrhunderts fällt durch die Heirat einer Maria von Lievendahl mit Dietrich von Ahr ein Teil Patterns an das später als „Haus Ahr“ bezeichnete Geschlecht. Von 1794 bis 1814 gehört Pattern zum französischen Département de la Roer, ab 1815 zum Kreis Jülich in Preußen. Am 1. Januar 1972 kommt die Gemeinde Pattern bei Aldenhoven zu Aldenhoven im neu gebildeten Kreis Düren. Wegen des Braunkohletagebaus wird es in den 1980er Jahren abgebaggert. Ebenfalls abgebaggerte Orte in der Umgebung Patterns waren Erberich und Lohn.
Pattern hat von 1961 bis 1971 die Postleitzahl 5171 Pattern bei Aldenhoven (über Jülich) und danach 5173 Aldenhoven. Bei den neuen fünfstelligen Postleitzahlen wurde Pattern nicht mehr bedacht. Der Namenszusatz bei Aldenhoven war notwendig wegen der namensgleichen Ortschaft 5171 Pattern bei Mersch (über Jülich).

### Wappen
| Wappen der früheren Gemeinde Pattern (Aldenhoven) | Blasonierung: „Geteilt in Blau und Silber (Weiß); oben ein sechsstrahliger silberner (weißer) Stern, unten eine aus dem unteren Schildrand wachsende blaue Hellebarde.“ |
| Wappen der früheren Gemeinde Pattern (Aldenhoven) | Wappenbegründung: Das Wappen wurde 1959 vom nordrhein-westfälischen Innenminister verliehen. Der Stern wurde dem Indener Amtswappen entnommen, zu dessen Amt Pattern vor der kommunalen Neugliederung gehörte. Die Hellebarde gilt als Attribut des Kirchenpatrons Matthäus. |

## Straßennamen
Die Hauptstraße B 56 durch Pattern hieß südlich „Dürener Straße“ und nördlich „Indener Straße“, die L 238 „Eschweiler Landstraße“. Die übrigen Straßen waren „Altdorfer Straße“, „Geuenicher Weg“, „Geusenstraße“, „Kochsgasse“ und – an Kirche und Friedhof gelegen – „St.-Matthäus-Straße“. In Neu-Pattern erinnern heute die „Geusenstraße“, „Geuenicher Straße“ und „Matthäusstraße“ an drei von ihnen.

## Neu-Pattern
Neu-Pattern entstand in den 1990er Jahren nach der Umsiedlung der Patterner Bevölkerung am westlichen Ortsausgang Aldenhovens zwischen Aldenhoven-Niedermerz und Aldenhoven-Mitte als „Baugebiet 15 A“. Der Merzbach fließt südlich vorbei. Zentrum des Ortsteils ist die Matthäus-Kapelle, welche an die ehemalige Patterner Pfarrkirche St. Matthäus erinnern soll. Grundsteinlegung war am 17. Mai 1992, und in den Pfeiler an der Rückseite wurde die Matthäus-Glocke der ehemaligen Kirche aufgenommen. Neben der Kapelle liegt das Haus Pattern, ein 1988 eingeweihtes Kulturzentrum, sowie das Kriegerdenkmal, welches in Pattern gegenüber der Schule stand. Das Schützenfest findet jedes Jahr am vierten Wochenende nach Ostern statt.
Neu-Pattern hatte am 31. Januar 2019 insgesamt 1334 Einwohner.

### Verkehr
Der nächste Autobahnanschluss ist „Aldenhoven“ auf der A 44. Die Haltestellen „Niedermerzer Straße“ und „Patterner Ring“ werden von der AVV-Buslinie 6 (ASEAG) bedient und von der Schulbuslinie 274, die Haltestelle „Aldenhoven Alter Bahnhof“ wird von den AVV-Linien 71 (ASEAG), 220, 274 und 275 (Rurtalbus) angefahren.
| Linie | Betreiber | Verlauf |
| ----- | --------- | --- |
| 6     | ASEAG     | (Talbahnhof/Raiffeisenplatz – Krankenhaus –) Eschweiler Bushof – Dürwiß – Neu-Lohn – Fronhoven – (Weiler-Hausen – Niedermerz –) Aldenhoven – Bourheim – Jülich Walramplatz – Neues Rathaus – Jülich Bf/ZOB                                                              |
| 71    | ASEAG     | Geilenkirchen Bf – Waurichen – Beggendorf – Baesweiler – Setterich – Siersdorf – Schleiden – Aldenhoven |
| 220   | Rurtalbus | Aachen Bushof – Ludwig Forum – Talbot – Mariadorf – Hoengen – (Bettendorf – Siersdorf –) Schleiden – Aldenhoven – Neubourheim – Jülich Walramplatz – Neues Rathaus – Bahnhof/ZOB – (Krankenhaus – Solar Campus –) (Forschungszentrum Bf RTB ←) Forschungszentrum Jülich |
| 274   | Rurtalbus | (Verstärkerfahrten) Barmen Haus Overbach – Aldenhoven / Jülich / Linnich / Titz |
| 275   | Rurtalbus | (Verstärkerfahrten) Schulen Aldenhoven |

### Vereinsleben
- SV Viktoria Pattern
- Spielmannszug „Blau-Weiß“ Pattern e. V.
- St. Matthäus Schützenbruderschaft Pattern 1927 e. V.
- Frauengemeinschaft Pattern